# 椿寿夫
椿 寿夫（つばき としお、1928年8月14日−）日本民法学者。生于香川县丸龟市。京都大学法学部毕业。1977年，取得京都大学法学博士学位。
在研究日本民法的同时，也研究德国法，对于学术界和实务界有着一定的影响。主持许多研究会，对学术界有着很大的贡献。经常邀请实务家的人员参加研究会，对判例和实务的沟通起着促进作用。